# Kösem Sultan
Mahpeyker Kösem Sultan (turco ottomano: كوسم ماه پيكر سلطان, lett. "viso di luna" e "leader"; Tinos, 1590 circa – Costantinopoli, 2 settembre 1651) è stata una delle donne più potenti della storia ottomana come consorte del sultano Ahmed I, madre e reggente dei sultani Murad IV e Ibrahim I e nonna e reggente del sultano Mehmed IV, fino alla sua morte per mano di Turhan Sultan, madre di Mehmed.

## Biografia

### Origini
Si ritiene che Kösem, figlia di un sacerdote, fosse di origine greco-arvanita, che venisse dall'isola di Tinos e che il suo nome di nascita fosse Anastasia.
Fu rapita e venduta come schiava all'harem del sultano, prima a quello del sultano Mehmed III, dove divenne ancella di Handan Sultan, BaşKadin del sultano, per poi diventare concubina di Ahmed I, figlio di Mehmed e Handan, quando questi salì al trono nel 1603. Secondo Contarini, ambasciatore veneziano, poco prima del 1603 Handan esiliò Kösem dopo averla fatta frustare per averla sorpresa a parlare con Ahmed, allora ancora principe, violando le regole dell'harem, ma lui la richiamò al suo fianco quando divenne a sua volta sultano, per poi elevarla a favorita e Haseki Sultan. Dopo la sua conversione all'Islam, il suo nome fu cambiato in Mahpeyker (Viso di luna) e, più tardi, il sultano Ahmed I le cambiò il nome in Kösem ovvero "leader, guida", in onore al suo carattere. Si dice che Kösem spiccasse per il suo carattere forte, per la sua intelligenza e le sue doti di cantante e danzatrice.

### Haseki Sultan
Nel 1603, con la salita al trono di Ahmed I, nell'harem scoppiò un conflitto di potere fra Handan Sultan, madre di Ahmed, e Safiye Sultan, sua nonna paterna, la quale era stata il vero potere dell'Impero durante il precedente regno (di Mehmed III, figlio di Safiye e padre di Ahmed). Il conflitto si risolse con la vittoria della prima e Safiye fu esiliata al Vecchio Palazzo. Tuttavia Handan non aveva le capacità per sostituirla come consigliera per il figlio, che tendeva a ignorarla. Questo permise l'ascesa di Kösem Sultan, che fin dall'inizio dimostrò una spiccata intelligenza politica e una tendenza alla leadership. Tuttavia, fu sempre attenta a non superare esplicitamente i limiti: Ahmed, infatti, mal tollerava l'influenza delle donne in politica a causa della sua esperienza con sua nonna Safiye, che giunse a fare giustiziare Şehzade Mahmud, il fratellastro maggiore di Ahmed a cui lui era molto legato, quando sospettò che stesse per prendere il potere, motivo per cui tendeva a ribellarsi alla sua troppo opprimente madre. 
Kösem divenne la favorita di Ahmed e, malgrado non fosse la madre del suo primogenito (Osman II, avuto da Mahfiruz Hatun) fu certamente la consorte più amata e influente, motivo per cui, nel 1605, in occasione della nascita del suo primo figlio, Şehzade Mehmed, le venne conferito da Ahmed il prestigioso titolo di Haseki Sultan. Inoltre, secondo alcuni storici, verso la fine del suo regno Ahmed la rese anche sua moglie legale.
In seguito, Kösem diede ad Ahmed almeno altri tre figli e tre figlie.
Kösem si impegnò per mantenere suo cognato, Mustafa, di appena tre anni, al sicuro dall'esecuzione, nell'ottica di salvare, in futuro, i suoi stessi figli. La sua influenza sul sultano iniziò a crescere negli anni successivi, quando Kösem divenne una dei suoi consiglieri. Tuttavia, evitò di farsi coinvolgere eccessivamente in politica poiché il sultano non voleva essere messo in ombra dalla moglie, avendo disprezzato il modo in cui suo padre si fece dominare da Safiye.
Come i suoi genitori, Ahmed morì in giovane età il 22 novembre 1617. Ciò fece perdere a Kösem la sua posizione nel Palazzo di Topkapı. Dovette ritirarsi nel Palazzo Vecchio durante i regni di suo cognato Mustafa I e del suo figliastro Osman II.
Il 21 gennaio 1621 il suo primogenito, Şehzade Mehmed, venne giustiziato dal fratellastro Osman II, il quale, sultano poco popolare e in partenza per la guerra in Polonia, temeva che in sua assenza potesse essere detronizzato a favore del ragazzo.
Dopo la fine del mandato di Kösem come Haseki, la posizione perse la sua importanza e alla fine del secolo venne abolita e sostituita dal meno prestigioso titolo Kadinefendi.

## Discendenza

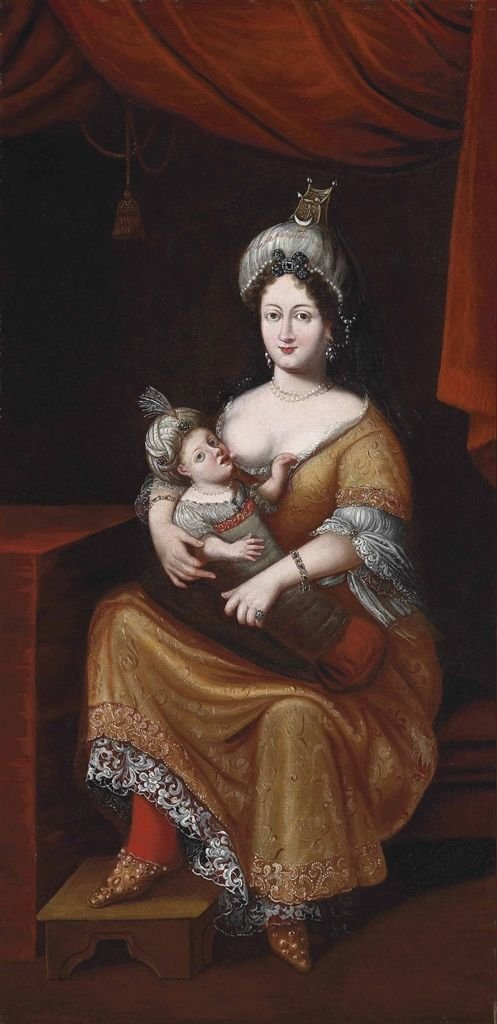

Il numero e l'identità dei figli che Kösem Sultan ebbe da Ahmed I sono oggetto di discussione fra gli storici, a causa del gran numero di fonti a volte in contrasto fra loro e della mancanza di date di nascita precise.
Le sono attribuiti da un minimo di sette figli sui quali c'è consenso accademico (quattro figli e tre figlie) a un massimo di quattoridici, dei quali tre molto probabili (un figlio e due figlie) e altri quattro in dubbio (tre figli e una figlia).

### Figli
Da Ahmed I, Kösem ebbe almeno quattro figli:
- Şehzade Mehmed (Costantinopoli, 11 marzo 1605 - Costantinopoli, 12 gennaio 1621)[14][15]. Giustiziato dal fratellastro maggiore Osman II.
- Murad IV (Costantinopoli, 27 luglio 1612 - Costantinopoli, 8 febbraio 1640). Sultano dell'Impero ottomano[16][17][18][19].
- Şehzade Kasım (Costantinopoli, 1614 - Costantinopoli, 17 febbraio 1638). Giustiziato da Murad IV[16][17][20][19].
- Ibrahim I (Costantinopoli, 5 novembre 1615 - Costantinopoli, 18 agosto 1648). Sultano dell'Impero ottomano.[16][17][19].

Oltre a quelli sopra, potrebbe essere stata anche la madre di uno o più di questi:
- Şehzade Orhan (Costantinopoli, 1609? - Costantinopoli, 1612?). Alcune fonti lo citano come figlio di Kösem[21].
- Şehzade Selim (Costantinopoli, 27 giugno 1611 - Costantinopoli, 27 luglio 1611). Alcune fonti lo citano come figlio di Kösem[21].
- Şehzade Selim (Costantinopoli, 1613? - Costantinopoli, 27 luglio 1635)[22]. Giustiziato da Murad IV. Alcune fonti lo citano come figlio di Kösem.
- Şehzade Süleyman (Costantinopoli, 1613?/1615? - Costantinopoli, 27 luglio 1635). Giustiziato da Murad IV. La maggioranza delle fonti e degli storici concorda che fosse figlio di Kösem[16][20][23].

### Figlie
Da Ahmed I, Kösem ebbe almeno tre figlie:
- Ayşe Sultan (Costantinopoli, 1605 o 1608 – Costantinopoli, maggio 1657)[20]
- Fatma Sultan (Costantinopoli, 1606/1607 - Costantinopoli, 1670)[20][24]
- Hanzade Sultan (Costantinopoli, 1609 - Costantinopoli, 21 settembre 1650)[24]

Oltre a quelle sopra, potrebbe essere stata anche la madre di una o più di queste:
- Gevherhan Sultan (Costantinopoli, 1605 o 1608 – Costantinopoli, 1660?) La maggioranza delle fonti e degli storici concorda che fosse figlia di Kösem.[20][25]
- Burnaz Atike Sultan (Costantinopoli, 1614/1616? - Costantinopoli, 1674). Alcuni storici la considerano figlia di Kösem, probabilmente una gemella di Şehzade Kasim o di un altro figlio[24][26][27]
- Ümmühan Sultan (? - dopo il 1688)

## Valide Sultan

### Primo mandato
Kösem tornò al potere quando suo figlio salì al trono il 10 settembre 1623 come Murad IV. Poiché il figlio aveva appena undici anni venne nominata non solo Valide Sultan, ma anche reggente ufficiale (naib-i-sultanat), primo caso assoluto in tutta la storia ottomana (la seconda e ultima fu sua nuora Turhan Sultan), ruolo che mantenne fino al 18 maggio 1632.
Durante la maggior parte del regno di Murad IV ha essenzialmente governato a nome suo o per suo mezzo, partecipando alle riunioni del Divan da dietro una tenda anche dopo il 1632, quando non era più reggente.
Durante i suoi primi anni l'impero era nell'anarchia: l'impero safavide aveva invaso l'Iraq quasi subito, nel nord dell'Anatolia scoppiarono delle rivolte, e nel 1632 i giannizzeri presero d'assalto il palazzo e uccisero il Gran Visir Hafız Ahmed Pascià, tra gli altri.
Murad temeva di subire la stessa sorte di suo fratello maggiore, Osman II, detronizzato e ucciso, e decise di affermare il suo potere tramite una politica autoritaria. In seguito cercò di sedare la corruzione che era cresciuta durante i regni dei precedenti sultani. Il suo regno assoluto iniziò intorno al 1632, con la cessione della reggenza di Kösem e l'assunzione del potere sultanale in prima persona. Fu l'ultimo sultano ad applicare la Legge del Fraticidio, giustiziando tutti i suoi fratelli e fratellastri ancora vivi ad eccezione del più giovane, Şehzade Ibrahim. Dopodiché, la legge cadde in disuso e venne sostituita da una legge di successione basata sull'anzianità agnatizia e sul sistema di confinamento di eredi e rivali nei Kafes.

### Secondo mandato
Alla morte di Murad nel 1640, essendo morti infanti tutti i suoi figli, l'unico erede disponibile era suo fratello minore Ibrahim, che Kösem era riuscita a salvare dall'esecuzione per mano di Murad, a differenza dei suoi fratelli e fratellastri. Tuttavia, la sanità mentale di Ibrahim era stata compromessa dai lunghi anni di isolamento nel Kafes, buona parte dei quali trascorsi nel terrore di essere giustiziato.
Quando il Gran Visir Kemankeş Kara Mustafa andò a informarlo che era il nuovo sultano, Ibrahim sospettò che Murad fosse ancora vivo e che stesse tramando per intrappolarlo. Fu necessaria molta persuasione da parte di Kösem e del Gran Visir, e la vista personale del cadavere di suo fratello, per far accettare ad Ibrahim il trono.
Ibrahim dimostrò presto di essere troppo mentalmente instabile per governare. Kösem assunse nuovamente la reggenza, sebbene in maniera non ufficiale, e incoraggiò Ibrahim a dedicarsi all'harem piuttosto che al governo, ma dopo alcuni anni entrò in conflitto con il figlio e alcune delle sue concubine, venendo infine bandita dal Palazzo di Topkapı.
Nel 1647, il Gran Visir Salih Pascià, Kösem e il şeyhülislam Abdürrahim Efendi, senza successo, cercarono di deporre il sultano e sostituirlo con uno dei suoi figli. Salih Pascià fu giustiziato e Kösem fu esiliata dall'harem. Ma l'anno successivo i giannizzeri e membri della ulema si ribellarono. L'8 agosto 1648 Ibrahim venne detronizzato, sequestrato e imprigionato nel Palazzo di Topkapı. Con l'approvazione di Kösem, richiamata al potere dall'esercito che l'aveva sempre supportata, Ibrahim fu strangolato il 18 agosto 1648.

### Terzo mandato
Alla morte di Ibrahim salì al trono il suo figlio maggiore, di sei anni, Mehmed IV (avuto da Turhan Sultan).
Kösem venne nuovamente proclamata reggente, soppiantando la madre di Mehmed che, sebbene avesse reclamato il ruolo per sé in quanto Valide Sultan, venne giudicata troppo giovane e inesperta, anche perché come BaşHaseki (prima Haseki) di Ibrahim non aveva mai avuto nessun potere politico o influenza.

## Morte
Nel corso degli anni il conflitto fra Kösem Sultan e Turhan Sultan per la reggenza si aggravò. Come era già stato per Handan Sultan e Safiye Sultan, anni prima, infine fu la più giovane a trionfare.
Nel 1651 Kösem, esasperata dalle continue interferenze di Turhan, progettò, con il sostegno dell'esercito e di parte del governo, di uccidere la donna e deporre (e forse giustiziare) il nipote di dieci anni, il sultano Mehmed IV. Al loro posto, avrebbe nominato sultano il fratellastro minore di Mehmed, Solimano, figlio di Saliha Dilaşub Sultan, che era stata la seconda Haseki di Ibrahim. Madre e figlio erano infatti giudicati più facili da controllare rispetto a Mehmed e Turhan.
Kösem venne però tradita dalla sua ancella, Meleki Hatun, che rivelò tutto a Turhan..
Con l'appoggio del kızları Ağa Süleyman e del Gran Visir, Turhan anticipò Kösem ordinandone l'assassinio e il 2 settembre 1651 Kösem venne uccisa nell'harem del Palazzo di Topkapı.
Si racconta che Kösem venne prima braccata e poi strangolata, all'inizio con una tenda e dopo coi suoi stessi capelli. Una concubina anziana che tentò di salvarla spacciandosi per lei davanti agli assassini venne anche uccisa quel giorno.
La morte di Kösem fu pianta dall'intera Istanbul. Non essendo stato proclamato il tradizionale periodo di lutto di quaranta giorni, la città cessò spontaneamente ogni attività commerciale e sociale per tre giorni, in segno di dolore.
Turhan Sultan assunse ufficialmente la reggenza per suo figlio, seconda e ultima nella storia a ricoprire tale ruolo.
Kösem Sultan fu sepolta nella Türbe di Ahmed I, nella Moschea Blu di Istanbul.

## Beneficenza
Kösem si impegnò in beneficenza e donazioni, sia per il popolo che per la classe dirigente dello stato. Visitava le carceri ogni anno, pagava i debiti di persone imprigionate, dava alle figlie di famiglie povere e alle serve addestrate da lei i corredi. Fece costruire una scuola vicino alla moschea di Çinili a Üsküdar.
Finanziò opere di irrigazione in Egitto e fornì sollievo per la popolazione povera di La Mecca. Kösem era rinomata per il suo lavoro di beneficenza e per la liberazione dei suoi schiavi dopo 3 anni di servizio. In seguito alla sua morte il popolo di Costantinopoli osservò tre giorni di lutto.

## Nella cultura di massa
- Nel film Genç Osman ve Sultan Murat Han (1962), Kösem è interpretata da Muhterem Nur.
- Nella serie TV Murat (1980), Kösem è interpretata da Ayten Gökçer.
- All'Ankara Theatre (2013-2014), Kösem è interpretata da Özlem Ersönmez.
- In Mahpeyker: Kösem Sultan (2010), Kösem è interpretata da Damla Sönmez (da giovane) e Selda Alkor (da anziana).
- Nella serie televisiva Il secolo magnifico: Kösem, Kösem è interpretata da Anastasia Tsilimpiou (da adolescente), Beren Saat (da giovane donna) e da Nurgül Yeşilçay (da adulta e anziana).
- Nel film Tremila anni di attesa (2022), Kösem è interpretata dall'attrice Zerrin Tekindor.